# اسنجینا گوگووا
اسنجینا گوگووا، (بلغاری: Снежина Гогова) (متولد ۱۹۳۷) یک چین‌شناسی، جامعه‌شناس و روان‌شناسی زبان بلغاری، و استاد زبان‌شناسی چینی در دانشکده فلسفه‌های کلاسیک و مدرن دانشگاه صوفیه است گوگووا بین سالهای ۱۹۸۵ و ۲۰۰۱ به زبانهای انگلیسی و چینی و از سال ۱۹۷۰ تا ۲۰۰۹ به زبانهای روسی و بلغاری منتشر شد.